# Hipoepa raptatalis
Hipoepa raptatalis là một loài bướm đêm trong họ Noctuidae.